# Henri Petitjean Roget
Marie Magloire François Henry Petitjean Roget est un magistrat et avocat français, né le 5 décembre 1836 à Metz et mort le 10 mars 1924 à La Flèche.

## Biographie
Fils d'Ambroise Marie Louis Petitjean Roget, avocat, et de Marie Louise Françoise Élisabeth Mathey, Marie Magloire François Henry Petitjean-Roget nait le 5 décembre 1836 au domicile de ses père et mère situé à Metz.
Il épouse, en premières noces, le 24 janvier 1866, à Stiring-Wendel, Marie Joséphine Mathilde Lang (1843-1880), fille d'Étienne Adolphe Lang (1802-1878), directeur de forges et maire de Stiring-Wendel, chevalier de la Légion d'Honneur, et de Joséphine Catherine Victorine de Jacob de la Cottière, avec laquelle il aura :
- Ambroise Marie Joseph Maurice (1867-...), colonel d'infanterie, commandeur de la Légion d'Honneur[4], qui épousera, en 1901, Marie Jeanne Élisabeth Lacaze,
- Marie Thérèse (1872[5]-1963[6]), qui épousera le colonel, Émile Charles Gustave Appert (1865-1952), commandeur de la Légion d'Honneur[7],
- Marguerite Marie (1874[8]-1966[9]), qui épousera le général de division, Lucien Léon Mordacq (1860-1926), grand-croix de la Légion d'Honneur[10],
- Marie Charles Joseph Albert (1876[11]-1914[12]), mort pour la France, qui épousera, en 1903, Jeanne Marie Andrée Danglade.

Il épouse, en secondes noces, le 28 décembre 1886, à Paris, Berthe Marie Adèle Champollion (1846-...), fille de Jean François Champollion et d'Idalie Mélanie Boutet.

## Carrière juridique

### Dans la magistrature
Après des études de droit, il embrasse la carrière d'avocat.
Le 30 mars 1864, il est nommé juge suppléant au tribunal de Metz.
Substitut du procureur près le tribunal de Sarreguemines, le 3 juillet 1867, il est nommé, le 1er juillet 1871, à Châteauroux,.
Il est nommé procureur de la République près le tribunal de première instance de Privas, le 10 novembre 1873, en remplacement de Monsieur Moulin, nommé président.
Le 7 juin 1877, il est nommé à Clermont-Ferrand, en remplacement de Monsieur Baile, nommé procureur de la République près le siège de Saint-Quentin.
Il est nommé, par décret présidentiel du 2 novembre 1879, procureur de la République près le tribunal de première instance d'Annecy, en remplacement de Monsieur Lauth, lui-même nommé procureur de la république à Toulon. Refusant cette dernière nomination, il demande à se faire inscrire au barreau de Clermont-Ferrand.
Il semble que cette mutation soit liée à ses prises de position, assez peu républicaines, quant à la crise du 16 mai 1877.

### Dans l'avocature
Il est élu bâtonnier de l'ordre des avocats du barreau de Clermont-Ferrand :
- le 17 novembre 1886[22], faisant suite à Félix Chaudessolle,
- le 18 novembre 1887[23].

Il est élu membre du conseil de l'ordre des avocats du barreau de Clermont-Ferrand :
- le 14 novembre 1884 et délégué au bureau de l'assistance judiciaire[24],
- le 23 novembre 1885 et délégué au bureau de l'assistance judiciaire[25],
- le 5 novembre 1888[26],
- le 22 novembre 1889[27],
- le 11 novembre 1890[28],
- le 21 novembre 1891[29].

## Engagement
Il adhère, en 1880, avec, pour le tribunal de Clermont-Ferrand, Félix Chaudessolle, bâtonnier, Victor Astaix, ancien bâtonnier, Gabriel Lébraly, membre du conseil général et ancien député, Antoine-Maurice Eymard, ancien député, E. Cohadon, Charles Lucien Lecoq, Bastide, E. Bellier, A. Pourcher, J. Bayle, A. Marchebœuf, Madud-Dulac, Maurice Féron et E. Tixier, à la consultation d'Edmond Rousse, avocat à la cour d'appel de Paris, sur la légalité des décrets du 29 mars 1880 portant notamment expulsion des jésuites du territoire français et soumettant l'existence de certaines congrégations à autorisation.

## Sources
1. ↑  Archives municipales de la ville de Metz - Registre de naissances - Année 1836 - Section 4 - Cote 1E/b375 - p. 65 (https://archives.metz.fr/4DCGI/Web_RegistreChangePage/ILUMP20923)
2. ↑  Archives départementales du Puy-de-Dôme - Registre des décès de la ville de Clermont-Ferrand - Année 1880 - Cote 3 E 113 338 - p. 37/260 (https://www.archivesdepartementales.puydedome.fr/ark:/72847/vta0cf0af6cc007d5a1/daogrp/0/layout:table/idsearch:RECH_d396132500ab2e0504cc9a8b39c789a6#id:285768312?gallery=true&brightness=100.00&contrast=100.00&center=1280.000,-920.000&zoom=6&rotation=0.000)
3. ↑  Base Léonore - LANG Étienne Adolphe - Cote LH/1468/25 (www2.culture.gouv.fr/LH/LH095/PG/FRDAFAN83_OL1468025V001.htm)
4. ↑  Base Léonore - PETITJEAN ROGET Ambroise Marie Joseph Maurice - Cote 19800035/1214/40166 (www2.culture.gouv.fr/LH/LH313/PG/FRDAFAN84_O19800035v2233167.htm)
5. ↑  Archives départementales de l'Indre - Registre des naissances de la ville de Châteauroux - Année 1872 - Cote 3 E 044/135 - p. 118/655 (www.archives36.fr/arkotheque/visionneuse/visionneuse.php?arko=YTo3OntzOjQ6ImRhdGUiO3M6MTA6IjIwMjAtMDQtMDkiO3M6MTA6InR5cGVfZm9uZHMiO3M6MTE6ImFya29fc2VyaWVsIjtzOjQ6InJlZjEiO2k6NDtzOjQ6InJlZjIiO2k6NDE2ODtzOjIwOiJyZWZfYXJrX2ZhY2V0dGVfY29uZiI7czo5OiJFdGF0Q2l2aWwiO3M6MTY6InZpc2lvbm5ldXNlX2h0bWwiO2I6MTtzOjIxOiJ2aXNpb25uZXVzZV9odG1sX21vZGUiO3M6NDoicHJvZCI7fQ==#uielem_move=-29%2C-927&uielem_islocked=0&uielem_zoom=153&uielem_brightness=0&uielem_contrast=0&uielem_isinverted=0&uielem_rotate=F)
6. ↑  Archives de Paris - Registre des décès du 16ème arrondissement - Année 1963 - Cote 16D 216 - p. 29/31 (archives.paris.fr/arkotheque/visionneuse/visionneuse.php?arko=YTo2OntzOjQ6ImRhdGUiO3M6MTA6IjIwMjAtMDQtMDkiO3M6MTA6InR5cGVfZm9uZHMiO3M6MTE6ImFya29fc2VyaWVsIjtzOjQ6InJlZjEiO2k6NDtzOjQ6InJlZjIiO2k6Mjc0NDg1O3M6MTY6InZpc2lvbm5ldXNlX2h0bWwiO2I6MTtzOjIxOiJ2aXNpb25uZXVzZV9odG1sX21vZGUiO3M6NDoicHJvZCI7fQ==#uielem_move=136%2C75&uielem_islocked=0&uielem_zoom=83&uielem_brightness=0&uielem_contrast=0&uielem_isinverted=0&uielem_rotate=F)
7. ↑  Base Léonore - APPERT Émile Charles Gustave - Cote 19800035/53/6424 (www2.culture.gouv.fr/LH/LH105/PG/FRDAFAN84_O19800035v0094375.htm)
8. ↑  Archives départementales de l'Ardèche - Registre des naissances de la ville de Privas - Année 1874 - Cote NC-17095 - p. 24/122 (https://archives.ardeche.fr/ark:/39673/vtac33e9624286f132c/daoloc/0/layout:table/idsearch:RECH_0299dde566034b36f1f16a1fd1af9519#id:1609253441?gallery=true&brightness=100.00&contrast=100.00&center=3384.281,-689.243&zoom=9&rotation=0.000)
9. ↑  Archives de Paris - Registre des décès du 5ème arrondissement - Année 1966 - Cote 5D 305 - p. 17/20 (archives.paris.fr/arkotheque/visionneuse/visionneuse.php?arko=YTo2OntzOjQ6ImRhdGUiO3M6MTA6IjIwMjAtMDQtMDkiO3M6MTA6InR5cGVfZm9uZHMiO3M6MTE6ImFya29fc2VyaWVsIjtzOjQ6InJlZjEiO2k6NDtzOjQ6InJlZjIiO2k6MjcwMjgwO3M6MTY6InZpc2lvbm5ldXNlX2h0bWwiO2I6MTtzOjIxOiJ2aXNpb25uZXVzZV9odG1sX21vZGUiO3M6NDoicHJvZCI7fQ==#uielem_move=34%2C-371&uielem_islocked=1&uielem_zoom=184&uielem_brightness=0&uielem_contrast=0&uielem_isinverted=0&uielem_rotate=F)
10. ↑  Base Léonore - MORDACQ Lucien Léon - Cote LH/1926/26 (www2.culture.gouv.fr/LH/LH169/PG/FRDAFAN83_OL1926026V001.htm)
11. ↑  Archives départementales de l'Ardèche - Registre des naissances de la ville de Privas - Année 1876 - Cote NC-17099 - p. 25/120 (https://archives.ardeche.fr/ark:/39673/vtaef4372386ae29d21/daogrp/0/layout:table/idsearch:RECH_e01d777ec241083df61c8d9e3b37d187#id:1589161650?gallery=true&brightness=100.00&contrast=100.00&center=3067.764,-441.411&zoom=9&rotation=0.000)
12. ↑  Mémoire des Hommes (https://www.memoiredeshommes.sga.defense.gouv.fr/fr/arkotheque/visionneuse/visionneuse.php?arko=YToxMDp7czoxMDoidHlwZV9mb25kcyI7czoxMzoic3BlY2lmX2NsaWVudCI7czoxMDoic3BlY2lmX2ZjdCI7czoyMzoiQXJrTURIVmlzaW9ubmV1c2VJbWFnZXMiO3M6MTg6InNwZWNpZl9uYXZfcGFyX2xvdCI7czoyMjoiQXJrTURITmF2aWdhdGlvblBhckxvdCI7czoxMzoibWRoX2ZvbmRzX2NsZSI7aToxO3M6NDoicmVmMiI7czo3OiIxMDE3NzA5IjtzOjEyOiJpZF9hcmtfZmljaGUiO3M6NzoiMTAxNzcwOSI7czo5OiJweXJhbWlkYWwiO2I6MDtzOjEyOiJpbWFnZV9kZXBhcnQiO2k6MDtzOjE2OiJ2aXNpb25uZXVzZV9odG1sIjtiOjE7czoyMToidmlzaW9ubmV1c2VfaHRtbF9tb2RlIjtzOjQ6InByb2QiO30=#uielem_move=735%2C73&uielem_islocked=0&uielem_zoom=30&uielem_brightness=0&uielem_contrast=0&uielem_isinverted=0&uielem_rotate=F)
13. ↑  Archives de Paris - Registre des mariages du 6ème arrondissement - Année 1886 - Cote V4E 5911 - p. 18/23 (archives.paris.fr/arkotheque/visionneuse/visionneuse.php?arko=YTo2OntzOjQ6ImRhdGUiO3M6MTA6IjIwMjAtMDQtMDkiO3M6MTA6InR5cGVfZm9uZHMiO3M6MTE6ImFya29fc2VyaWVsIjtzOjQ6InJlZjEiO2k6NDtzOjQ6InJlZjIiO2k6MjMwNTI5O3M6MTY6InZpc2lvbm5ldXNlX2h0bWwiO2I6MTtzOjIxOiJ2aXNpb25uZXVzZV9odG1sX21vZGUiO3M6NDoicHJvZCI7fQ==#uielem_move=280%2C75&uielem_islocked=0&uielem_zoom=65&uielem_brightness=0&uielem_contrast=0&uielem_isinverted=0&uielem_rotate=F)
14. ↑  « Partie officielle », Le Moniteur universel - Journal officiel de l'Empire français,‎ 31 mars 1864, p. 1 (lire en ligne)
15. 1 2 3  « Troisième partie - Nominations, promotions, nouvelles et bulletins bibliographiques - Nouvelles judiciaires - Nominations et promotions », La France judiciaire,‎ 1876-1877, p. 125 (lire en ligne)
16. ↑  « Table alphabétique du Journal officiel », Journal officiel de la République française,‎ 31 décembre 1871, p. 47 (lire en ligne)
17. ↑  « Partie officielle », Journal officiel de la République française,‎ 11 novembre 1873, p. 6841 (lire en ligne)
18. ↑  « Partie officielle », Journal officiel de la République française,‎ 2 novembre 1879, p. 9953 (lire en ligne)
19. ↑  « Actes et documens officiels », Journal des débats politiques et littéraires,‎ 15 novembre 1879, p. 2 (lire en ligne)
20. ↑  « Chronique locale », Le Moniteur du Puy-de-Dôme,‎ 15 novembre 1879, p. 2 (lire en ligne)
21. ↑  « Chronique locale », Le Moniteur du Puy-de-Dôme,‎ 2 novembre 1879, p. 2 (lire en ligne)
22. ↑  « Barreau de Clermont », Le Moniteur du Puy-de-Dôme,‎ 17 novembre 1886, p. 2 (lire en ligne)
23. ↑  « Chronique locale - Barreau de Clermont », Le Moniteur du Puy-de-Dôme,‎ 21 novembre 1887, p. 2 (lire en ligne)
24. ↑  « Chronique locale », Le Moniteur du Puy-de-Dôme,‎ 17 novembre 1884, p. 2 (lire en ligne)
25. ↑  « Chronique locale », Le Moniteur du Puy-de-Dôme,‎ 29 novembre 1885, p. 2 (lire en ligne)
26. ↑  « Chronique locale - Ordre des avocats de Clermont », Le Moniteur du Puy-de-Dôme,‎ 8 novembre 1888, p. 1 (lire en ligne)
27. ↑  « Chronique locale - Barreau de Clermont », Le Moniteur du Puy-de-Dôme,‎ 27 novembre 1889, p. 2 (lire en ligne)
28. ↑  « Chronique locale - Ordre des avocats », Le Moniteur du Puy-de-Dôme,‎ 12 novembre 1890, p. 2 (lire en ligne)
29. ↑  « Chronique locale - L'ordre des avocats », Le Moniteur du Puy-de-Dôme,‎ 22 novembre 1891, p. 2 (lire en ligne)
30. ↑  « Adhésions à la consultation de Me Rousse », Le Moniteur universel,‎ 2 juillet 1880, p. 3 (lire en ligne)